# ألفريد ويلومت
ألفريد ويلومت (مواليد 9 نوفمبر 1928) هو ملاكم سويسري، مثّل بلاده في الألعاب الأولمبية الصيفية 1952.

## روابط خارجية
ألفريد ويلومت على موقع أوليمبيديا (الإنجليزية)